# Giovanni Bianchi (medico)
Giovanni Bianchi, noto anche con gli pseudonimi di Jano Planco o Simone Cosmopolita assunti ufficialmente per questioni di omonimia (Rimini, 3 gennaio 1693 – Rimini, 3 dicembre 1775), è stato un medico e anatomista italiano.
Fu cattedratico di Anatomia umana all'Università di Siena dal 1741 al 1744, incarico cui fu chiamato dal Granduca di Toscana.

## Biografia

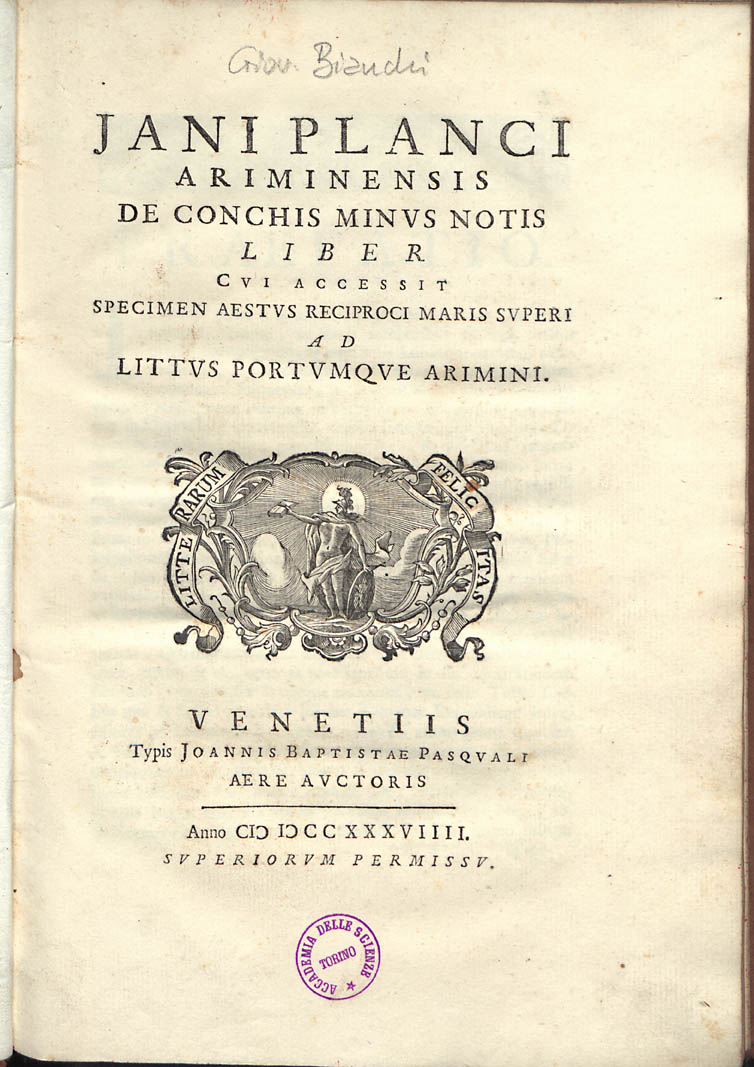
De conchis minus notis liber, 1739

Figlio di un farmacista, Gerolamo, che gestiva a Rimini la Spetiaria del Sole, (scomparso nel 1701), compì i primi studi presso i Gesuiti. All'Università di Bologna arrivò nel 1717 e si sarebbe laureato in Medicina e Filosofia meno di due anni dopo, il 7 luglio 1719. Bianchi godeva allora di notorietà scientifica per un trattato apparso a Venezia nel 1739, il De Conchis minus notis liber, sui foraminiferi.
In un'autobiografia in lingua latina pubblicata a Firenze nel 1742, Bianchi si descrisse come un ragazzo prodigio, tutto rivolto agli studi e dotato di eccezionali capacità. In casa, invece, come emerse da lettere dei suoi familiari pubblicate nel 1993, era giudicato un perdigiorno che frequentava cattive compagnie. L'autobiografia del 1742 uscì anonima, impostata dal Bianchi come una vera e propria opera letteraria.

### Studi
Bianchi si occupò di diverse discipline scientifiche, dalla botanica alla zoologia, dall'idraulica all'antiquariato. Praticò la medicina come medico pubblico di Rimini. Dal 1720 gestì un liceo privato con sedi a Rimini e a Siena. Gli allievi studiavano come materia obbligatoria e comune medicina, oltre a logica, geometria e lingua greca.
L'anatomia fu la materia principe del suo operare scientifico e Bianchi la considerava «il fondamento della filosofia naturale, siccome lo è per certo della medicina e della chirurgia». Ma allo stesso tempo definiva la filosofia sperimentale come uno dei fondamenti «della vera medicina prattica» (come prima di lui disse Marcello Malpighi, maestro di anatomia comparata e di embriologia). Per Planco la filosofia, anziché della teologia, sarebbe stata ancella delle scienze mediche e naturali.
L'insegnamento e la pratica dell'anatomia da parte di Bianchi mettevano in crisi l'impianto aristotelico-tomista; ciò contribuì a suscitare attorno a Bianchi un clima di ostilità negli ambienti ecclesiastici.
Nel 1745, dopo il ritorno da Siena, Bianchi rifondò a Rimini la celebre Accademia dei Lincei, creata da Federico Cesi nel 1603, e silente dal 1630. Essa sarebbe stata attiva almeno fino al 1765, con ventuno accademici e trentuno dissertazioni documentate.

### Messa all'Indice
L'attività dei Lincei riminesi procedette apparentemente tranquilla sino al 1752, quando (per l'ultimo venerdì di Carnevale), Bianchi organizzò una radunanza speciale. Prima fece esibire una giovane e bella cantante romana, Antonia Cavallucci, poi recitò un discorso intorno all'arte comica. Il vescovo di Rimini presentò a Roma quelle che un corrispondente di Bianchi chiamò «illustrissime e reverendissime insolenze» per il concerto di Antonia Cavallucci. Pure il teologo domenicano, padre Daniele Concina si scagliò contro la giovane, definita «puttanella» in quanto attrice.
A Roma, presso la Sacra Congregazione dell'Indice, s'istruì un processo contro Bianchi, che si concluse con la condanna del discorso sull'arte comica. Bianchi ottenne da papa Lambertini, Benedetto XIV, (con il quale poteva vantare un'antica amicizia), che la condanna recasse soltanto il titolo dell'opera, e non anche il nome dell'autore.
Tra le carte di Bianchi nella Biblioteca Gambalunghiana, è stato rinvenuto un inedito sonetto anonimo, ma presumibilmente di sua mano (scritto o ricopiato da lui, ne esiste una copia ad Osasco anch'essa anonima nella collezione di Carlo G.B. Cacherano conte di Cantarana), una satira contro lo stesso Benedetto XIV la cui prima quartina recita:
Bianchi, per la condanna all'Indice, era stato accusato di aver fatto apologia della religione protestante, che aveva concezioni diverse in materia di teatro rispetto alla tradizione cattolica. Da buon erudito, replicò di aver soltanto voluto difendere la tradizione classica, ponendosi due domande: se la Chiesa permette la lettura delle commedie di Plauto e di Terenzio, perché nega il permesso della loro rappresentazione? Perché debbono essere considerati «infami» quei comici che «le rappresentano venalmente», mentre «diventano onesti quei che le rappresentano gratis?».
Di Bianchi davano in realtà fastidio agli ecclesiastici gli studi scientifici, come un'epistola del 1749 (edizione a stampa di una dissertazione lincea), dedicata ai «mostri». In essa si metteva in dubbio il concetto di perfezione naturale del sistema aristotelico-tomista. L'opera sui «mostri» è oggi considerata il più importante scritto scientifico di Bianchi.
L'insegnamento svolto da Bianchi e l'attività dei suoi Lincei potevano facilmente essere accusati di allontanarsi dall'ortodossia della Chiesa: questo fatto inquietò il clero cittadino che approfittò della «scandalosa» esibizione di Antonia Cavallucci, per vendicarsi, creare uno scandalo, imbastire un processo, preparare e far pronunciare una condanna formale che, però, Roma dimenticò quando sul soglio di Pietro salì Giovanni Vincenzo Ganganelli, papa Clemente XIV, che Bianchi aveva educato tra le proprie mura domestiche, e dal quale fu addirittura nominato archiatra segreto onorario. Altro famoso ecclesiastico allievo di Bianchi fu il cardinal Giuseppe Garampi, nunzio apostolico e grande studioso di storia.
Per la dissertazione sull'arte comica, Bianchi ricevette nel 1761 gli elogi di Voltaire: «Vous avez prononcé, Monsieur, l'eloge de l'art dramatique, et je suis tenté de prononcer le votre», cominciava una lunga lettera del filosofo francese, in cui era esposta una difesa del teatro e della sua funzione nella società. Il messaggio di Voltaire forse infastidì ancor di più gli ecclesiastici riminesi che, alla morte di Bianchi, cercarono di ostacolare la pubblicazione dell'orazione funebre composta in suo ricordo da un ex allievo, il sacerdote Giovanni Paolo Giovenardi (famoso per aver sostenuto, assieme allo stesso Bianchi, che fosse il fiume Uso il «vero Rubicone degli Antichi»). Giovenardi racconta che, per il nipote di Bianchi, Gerolamo, medico all'ospedale della città, si temette una «vendetta trasversale» del vescovo di Rimini, nel caso avesse contribuito a diffondere l'opuscolo in ricordo dell'illustre zio.

### Storia Medica
Un altro lavoro, Bianchi poteva portare a proprio vanto: la Storia medica d'una postema nel lato destro del cerebello, dove dimostra che una lesione del cervelletto provoca segni neurologici nel corpo dalla stessa parte del lobo offeso, e non in quella opposta come accade per il cervello (oggi sappiamo che il ruolo principale del cervelletto è il coordinamento e l'apprendimento motorio). Per effettuare l'autopsia dell'involontario soggetto di quel caso medico (il contino Giambattista Pilastri di Cesena, di soli nove anni), Bianchi dovette scontrarsi con due chirurghi cesenati, che egli definisce sprezzantemente «barbieri».
La Storia medica è un testo del 1751 che trae origine da una dissertazione accademica lincea dello stesso anno, anticipata già in appendice alla seconda edizione del trattato sui mostri.
Il celebre Giovan Battista Morgagni affermò che già il suo maestro Antonio Maria Valsalva aveva sostenuto la diversità tra cervello e cervelletto, circa le conseguenze delle offese subìte, dandone «la vera dimostrazione anatomica e clinica». E Morgagni scrisse a Bianchi: «A me parve degna di lode la Diligenza di Lei in riosservare attentamente ciò che tanti altri Notomisti osservando, non avevano con pari esattezza descritto». Morgagni, in sintonia con il proprio carattere ilare, sembrò quasi sottintendere un ironico accenno ad una "scoperta dell'acqua calda" da parte di Bianchi.

### Jano Planco e il vaiolo
In tutte le biografie di Bianchi si ricorda che egli avversò l'inoculazione del vaccino contro il vaiolo. In una lettera di un suo allievo appare che Bianchi nel 1766 ritrattò «la sua contrarietà» all'argomento, cedendo «all'evidenza» dei fatti.
Questo allievo è Giovanni Cristofano Amaduzzi (1740-92), considerato l'ispiratore della Bolla con cui papa Ganganelli nel 1773 decreta la soppressione della Compagnia di Gesù. Amaduzzi fu anche autore di tre importanti discorsi filosofici, uno dei quali almeno merita di essere citato, quello sulla Filosofia alleata della Religione (1778). Per esso Amaduzzi finisce in sospetto di eresia, avendo sottolineato l'importanza del nuovo pensiero di Locke, autore già all'Indice dal 1734. Amaduzzi collabora intensamente con i cosiddetti giansenisti italiani, per usare una definizione ambigua, al posto della quale sarebbe meglio di parlare, come faceva Rodolico, di cattolici che si opponevano a condanne e persecuzioni. Il Giansenismo era stato condannato nel 1713 con la «bolla» Unigenitus di Clemente XI.
A salvare Amaduzzi è la protezione di un altro pontefice romagnolo, Pio VI, successore di Ganganelli. (Clemente XIV aveva nominato Amaduzzi docente di Greco a La Sapienza, e Sovrintendente alla Stamperia di Propaganda Fide, dietro raccomandazione di Bianchi).
Amaduzzi non fu soltanto un erudito raffinato, come aveva appreso alla scuola di Bianchi, ma sempre dimostrò un acceso spirito critico in campo filosofico, che non risparmia neppure il suo maestro. (Dopo la sua morte, Amaduzzi celebra Bianchi con un Elogio sull'Antologia Romana, in cui si legge: «Mancò di un certo criterio, per il che fu soggetto talvolta a qualche paralogismo», cioè a sillogismi falsi con apparenza di verità.) Con i propri discorsi filosofici, Amaduzzi rovescia le posizioni emergenti dalle leggi accademiche dei Lincei planchiani. In queste leggi, la lettura delle opinioni dei «dottissimi filosofi» ed «uomini eruditissimi» si antepone all'«investigazione della stessa natura».
Con questi princìpi Bianchi accantona il metodo della «sensata esperienza». Ne deriva una totale divergenza tra la sua pratica scientifica in campo anatomico, e il suo modus operandi di accademico linceo. In tal modo, Bianchi in ambito teorico nega i presupposti di quella stessa pratica scientifica. Per questo motivo egli si colloca tra vecchia erudizione e Nuova Scienza, in una posizione che ha parecchie ombre oltre a molte luci, e che rispecchia fedelmente il complessivo andamento di un processo più generale che caratterizza la storia del pensiero settecentesco. Sopravvive talora in lui una particolare concezione della cultura, intesa come riservato dominio dell'uomo dotto, il quale ha il privilegio di sentenziare grazie al suo ruolo di maestro, e non per il valore dei risultati a cui perviene.
Il superamento dei limiti teorici e dottrinali delle leggi lincee, avviene (in ambito locale) grazie ad un altro scienziato che fu allievo di Bianchi, oggi non molto ricordato, e che nel Settecento ebbe fama europea. Si tratta di Giovanni Antonio Battarra. Egli scopre che la generazione dei funghi procede «per semenza e non spontaneamente dalla putredine». Battarra applica correttamente il metodo di indagine sperimentale nei confronti di quella Natura che, con i suoi misteri, tanto appassiona Bianchi.
Al proposito, Bianchi scrive: «la Natura pare che ami di far palesi a poco a poco i suoi segreti». L'opinione di Bianchi rimanda al pensiero di Epicuro, secondo cui le cose si rivelano a noi attraverso il «flusso» che esse emettono; pensiero che Bianchi aveva conosciuto certamente attraverso Diogene Laerzio: «è per la penetrazione in noi di qualcosa dall'esterno che vediamo le figure delle cose e le facciamo oggetto del nostro pensiero».
Quanto l'immagine della ricerca scientifica offertaci da Bianchi, sia distante dalle pagine che in quegli anni apparivano nell'Encyclopédie, lo dice il confronto di essa con una semplice citazione da Denis Diderot: «Noi disponiamo di tre mezzi principali: l'osservazione della natura, la riflessione e l'esperimento. L'osservazione raccoglie i fatti; la riflessione li combina; l'esperimento verifica il risultato di questa combinazione. Occorre che l'osservazione della natura sia assidua, che la riflessione sia profonda e che l'esperienza sia esatta. Di rado si trovano uniti questi mezzi; ed anche i geni creatori non sono comuni.»

## Jano Planco apprendista filosofo
Nella vita culturale della Rimini settecentesca, la figura di Giovanni Bianchi emerge come quella di un protagonista: famoso in tutt'Italia per i suoi studi scientifici, per le sue polemiche, e per le sue raccolte naturalistiche e storiche, ebbe rapporti con intellettuali di ogni regione. Lo conoscono anche oltralpe. Il card. Lorenzo Ganganelli, suo ex allievo e futuro papa (col nome di Clemente XIV), gli scriveva il 15 settembre 1763: «...non passa un forestiero per Rimini, il quale non chieda di vedere il dottor Bianchi, e non abbia segnato il vostro nome tra i suoi ricordi».
Lo stesso concetto esprime L. A. Muratori: «Mi rallegro... al vedere che non passa letterato per Rimini, che non faccia capo a lei». (2)
Planco s'interessa ad ogni ramo del sapere. La sua attività è anche (secondo Angelo Turchini), la «cartina di tornasole per verificare, nel quadro culturale di una città di provincia come Rimini, atteggiamenti e modi di collocarsi di fronte alla problematica scientifica in generale, e di fronte alla ricerca scientifica in particolare di circoli e gruppi intellettuali, di istituzioni culturali, civili e religiose, in una fitta trama di intrecci e scambi culturali col resto d'Italia». (3) Carlo Tonini ha scritto una frase rimasta celebre: Planco ha «erudita tutta la città egli solo». (4)
Fare la storia della formazione intellettuale di Planco, è quindi anche un modo per conoscere il tessuto culturale di Rimini per una buona fetta del Settecento.
Turchini ha dato una corretta sistemazione di Planco nel contesto del suo tempo: Bianchi «partecipa al secolo dei "lumi", per alcuni versi come un sopravvissuto che si è formato in un periodo precedente...».
Di ciò risente la formazione impartita nella sua scuola. Inoltre, precisa Turchini, «mentre Bianchi intrattiene rapporti epistolari e scambia le sue esperienze col resto d'Italia e d'Europa, non stimola i suoi allievi (legati da amore-odio al maestro) ad andare oltre la provincia».
All'inizio del Settecento, a Rimini, i principali centri di cultura sono l'antico convento domenicano di San Cataldo, la scuola dei Gesuiti, e l'Accademia ecclesiastica istituita da Gianantonio Davia, vescovo della città dal 1698 al 1726, nominato cardinale da Clemente XI nel 1712.
Il cardinale Davìa, nato a Bologna nel 1660, ha studiato da giovane «l'ottima Filosofia» e le Matematiche, ed è stato allievo di Marcello Malpighi. (5)
A Rimini, il cardinal Davìa «per erudire l'animo suo e de' suoi sudditi una sceltissima Libreria d'ottimi Libri d'ogni genere da tutti i paesi più colti d'Europa con immense spese si procacciò, non meno che Strumenti Matematici, e Medaglie e altri preziosi avvanzi dell'antichità...». (6)
Questa pagina assume, per Bianchi, un carattere pure autobiografico. Il modus operandi del vescovo riminese, è per Planco un esempio a cui ispirarsi nella propria attività culturale e di docente. Inoltre, la stessa pagina sembra anche proiettare la propria ombra sulla storia che di sé stesso Bianchi scrive, in un opuscolo apparso anonimo: «In fine il Bianchi à il requisito di aver impiegati tutti i denari, che gli sono provenuti dalla sua professione di medico, non in comprar cose stabili, e poderi, come i più fanno, ma nel fare stampare sue opere, nel tenere un grande carteggio colla più parte de' letterati d'Italia, e di fuori, e in viaggi eruditi, e nella compra di ottimi libri, e di medaglie, e di altre cose appartenenti all'antichità, e alla storia naturale, onde la sua raccolta vien considerata per una delle ragguardevoli d'Italia, non passando mai personaggio, o altro erudito per Rimino, che non sia vago di vederla, e che non la ritrovi superiore al suo credere». (7)
A far parte dell'Accademia, il cardinal Davìa ha chiamato gli insegnanti del Seminario, tutti «Uomini dottissimi», provenienti da fuori città. Tra loro c'è Antonio Leprotti, suo medico personale e docente di Filosofia, che resta a Rimini per quindici anni.
Il cardinale Davìa intraprese una carriera tutta romana, nominato Prefetto della Congregazione dell'Indice e considerato un papabile, nel 1730, quando è eletto Clemente XII.
Dopo la morte del cardinale (avvenuta a Roma l'11 gennaio 1740), a Rimini si celebra nella chiesa del Suffragio, una solenne messa funebre. «D'intorno il suo Ritratto posto sul Catafalco», quattro scritte ricordano le sue qualità morali e i suoi pregi intellettuali. Tra i quali si annovera quello di aver introdotto da noi «puriorem philosophiam», cioè quell'«ottima filosofia» che il cardinale aveva studiato a Bologna, e che a Rimini egli fece insegnare dal Leprotti. (8)
In un'altra commemorazione funebre, quella scritta dall'abate Giampaolo Giovenardi in ricordo di Jano Planco, troviamo spiegato che Leprotti (maestro dello stesso Planco), aveva insegnato a Rimini una «Filosofia [non però Aristotelica]». (9)
Sia presso i Domenicani sia presso i Gesuiti, lo studio della Filosofia era improntato invece ai canoni dell'aristotelismo.
Lo stesso Giovenardi ci descrive il clima delle «Peripatetiche Scuole» agli inizi del secolo. In quelle scuole, non altro si ritrovava «che dottrine assai volgari, termini barbari, e minutezze ridicolose, ed atte piuttosto ad accrescere, che a dissipare la caligine dell'ignoranza, ed a confondere, che ad illuminare le menti, e a nausearle piuttosto che ad invogliarle ad amar la Sapienza». In quelle scuole, s'insegnavano dottrine non solo volgari, ma anche «inutili». Dalle quali rifugge Planco, per avviarsi allo studio della «buona Filosofia» e degli autori che apparivano (dice Giovenardi), quali «principali Liberatori, e distruttori del grave giogo dell'Arabica, e della galenica barbarie». (10)
Siamo nel 1711. Planco ha diciotto anni. Sette anni prima, ha abbandonato le «Lojolitiche scuole» per non perder tempo nel seguire il normale corso degli studi nella lingua latina, che per lui (enfant prodige), era troppo lento. Si è così messo a studiar greco, «senz'altra guida che quella di se stesso». (11)

## Jano Planco nei «giardini d'Epicuro»
La fuga di Planco dalla scuola dei Gesuiti richiama l'episodio che ha per protagonista, al domenicano collegio di San Cataldo nel 1721, il giovane Carlo Goldoni: il quale trova insopportabile la Logica aristotelica e le lezioni del professor Candini, e dà il suo «addio per sempre alla stucchevole, scolastica Filosofia». (12) Goldoni si giustifica col padre: «...per me era tempo perduto... (...) Ah! la filosofia scolastica... Ah! papà... fatemi imparare la filosofia dell'uomo, la buona morale, la fisica sperimentale». (13) Alla Filosofia, Goldoni sostituirà il Teatro. Planco, invece, dopo quattro anni di Filosofia, su consiglio di Leprotti, intraprende quegli studi di Medicina a cui Giulio Goldoni avrebbe voluto avviare il figlio. (14)
Giovenardi, quando stende il suo elogio funebre di Planco, ha sotto gli occhi l'autobiografia latina di Bianchi. (15) In essa si legge che Planco, attraverso un fratello, aspirante frate nell'Ordine dei Minimi, conosce a Rimini padre Giovanni Bernardo Calabro, dottore in Fisica, che nel suo insegnamento rifiuta le «volgari dottrine dei Peripatetici, che Planco aveva sempre odiato non meno delle minuzie dei Grammatici e dei Retori». (16)
Per due mesi, Planco ascolta le lezioni di padre Calabro. Poi, quando il generale dei Minimi ingiunge al frate di ritornare nell'«accampamento dei Peripatetici», Planco fa ancora parte per sé solo, e si getta sui libri di Gassendi, Cartesio, di Geometria e di «cose neutoniane». (17) Per quattro anni Planco (come scrive Giovenardi che ricalca fedelmente l'autobiografia di Bianchi), fa «l'attenta lettura» di quei testi, e studia la Geometria, che Giovenardi definisce la «chiave che apre l'adito a' più intimi penetrali de' chiari fonti della sapienza». (18) A questi «chiari fonti», Giovenardi contrappone «le torbide e limaciose Arabiche, e Galeniche cisterne». Galeno era stato un'autorità sino al 1543, quando le sue teorie anatomiche furono smentite da Andrea Vesalius con il De humani corporis fabrica.
Giovenardi compone queste pagine nel '76, ad un anno dalla morte di Planco. Il suo sguardo retrospettivo ricostruisce uno scontro tra vecchia e nuova cultura, che ha coinvolto tutta l'Europa.
Tra gli autori citati da Bianchi, e riportati da Giovenardi, c'è Pierre Gassendi, da cui prende le mosse la nuova filosofia dell'esperienza, prima ancora che da Bacone. (19) Secondo Gassendi, «su nessuna cosa si può pronunciare giudizio alcuno, senza la testimonianza dei sensi».
Il nome di Gassendi appare pure nell'Autobiografia di Giambattista Vico, il quale ricorda che Gassendi era diventato famoso presso i giovani, già sul finire del Seicento: «...si era cominciata a coltivare la filosofia d'Epicuro sopra Pierre Gassendi». (20) Il gesuita Giovan Battista De Benedictis, in un'opera uscita a Napoli nel 1687 (Philosophia peripatetica, tomo II), aveva attaccato Gassendi e Cartesio, definendoli entrambi figli di uno stesso deprecatissimo padre, Epicuro. (21)
Il nome di Epicuro è presente nell'autobiografia di Planco, relativamente alla censura che colpisce l'insegnamento di padre Calabro: l'ordine del generale dei Minimi di passare nell'«accampamento dei Peripatetici», infatti, comprendeva pure il comando di allontanarsi dai «giardini d'Epicuro». (22)
I quattro anni filosofici di Planco, vedono anche un approfondimento della lingua greca, dove Bianchi ha per compagni di studio lo stesso padre Calabro e il padovano Felice Palesio, docente di Latino e Arte oratoria. In breve tempo, Planco supera i colleghi, e rimane solo. (23)
In quel periodo, Planco si fa amico il filosofo e medico Leprotti, e diventa segretario dell'Accademia del cardinal Davìa. È Leprotti che poi convince Planco a studiare medicina. Altri amici volevano spingerlo verso il Diritto o la vita ecclesiastica: ma Planco non apprezza gli «imbrogli e le arti dei legulei», e teme «i vincoli del sacerdozio». (24)
Giovenardi commenta: «Venerava il sacerdozio, conoscea la pur troppa facilità di ottenerlo, e l'utilità, che senza gran fatica, e studio potea apportarli; ma orror gli faceano que' grandi legami, che seco porta, e che pur troppo da gran parte non si conoscono, o non si curano». (25)
Accanto al nome di Gassendi, abbiamo incontrato quello di Cartesio. Nella polemica culturale e religiosa di quegli anni, il cartesianesimo viene indicato come «il padre spirituale del giansenismo» (26), contro il quale lottano i Gesuiti. La «buona Filosofia» alla quale si rivolge Planco, e di cui parla Giovenardi, è l'opposto di quanto s'insegnava nelle «Peripatetiche scuole», tra le quali troviamo quelle dei Gesuiti. Antiaristotelismo finisce così per significare tout-court antigesuitismo.
Dietro la polemica su Aristotele, si celano le discussioni sulla cultura dei Gesuiti. Di questa polemica, Pascal ha fornito il "verbale" più illustre nelle sue Provinciali. L'aristotelismo per i Gesuiti è il tramite con cui essi si sforzano di unificare cultura religiosa e mondana: il risultato, è il rifiuto di tutto quanto è nuovo. I Giansenisti, invece, nella Filosofia e nelle Scienze aderiscono alla cultura moderna. (27)
A Pascal, si deve la distinzione tra l'«esprit de géométrie», applicabile alla scienza, e l'«esprit de finesse», da cui dipende la saggezza dell'uomo nella vita. Accanto alla ragione, c'è il cuore. È lecito attaccare liberamente i Gesuiti (il cui Ordine è stato soppresso il 21 luglio 1773). Sui Giansenisti pesa invece la condanna di Clemente XI, per cui è proibito citarli. Né lui né Giovenardi si scaglJano contro Pascal. Se non lo citano, è forse soltanto per paura di destar scandalo. D'altro canto, sappiamo della simpatia nutrita da Planco verso i «giansenisti italiani». (27 bis)
Questa paura era del tutto giustificata. Circa le censure esistenti a quel tempo, Amaduzzi scrive ad un suo corrispondente, il Pompei, il 4 febbraio 1786: ha appena tenuto la sua «dissertazione dell'indole della verità e delle opinioni», e dice di volerla stampare «senza assoggettarla alle mutilazioni di Frati superstiziosi, e fanatici». (27 ter)

## Jano Planco pensatore «antigesuita»
Racconta Giovenardi che Planco fu «nimico sempre del Probabilismo» (28). Il Probabilismo, in Teologia, era una teoria dei Gesuiti, contro la quale si scaglia Pascal nella Quinta delle sue Provinciali. Pascal ritiene la «dottrina delle opinioni probabili... la fonte e la base» degli abusi teologici dei Giansenisti. (29)
Sul Probabilismo, c'è una pagina di Francesco de Sanctis, che descrive la portata del fenomeno: «I gesuiti vennero di moda... Il loro successo fu grande, perché, in luogo di alzare gli uomini alla scienza, abbassarono la scienza agli uomini, lasciando le plebi nell'ignoranza, e le altre classi in quella mezza istruzione che è peggiore dell'ignoranza. Parimenti, non potendo alzare gli uomini alla purità del Vangelo, abbassarono il Vangelo alla fiacchezza degli uomini, e costruirono una morale a uso del secolo, piena di scappatoie, di casi, di distinzioni: un compromesso tra la coscienza e il vizio... E nacque la dottrina del "probabilismo", secondo la quale un "doctor gravis" rende probabile un'opinione, e l'opinione probabile basta alla giustificazione di qualsiasi azione, né può un confessore ricusarsi di assolvere chi abbia operato secondo un'opinione probabile...».
«Questa morale rilassata», prosegue De Sanctis, «era favorita da un'altra teoria», quella della "directio intentionis", secondo cui un'azione cattiva è lecita, quando è lecito il fine di essa.
Commenta De Sanctis: «È la massima che il fine giustifica i mezzi...». Infine, conclude De Sanctis, viene la dottrina della "reservatio et restrictio mentalis", secondo cui «il giuramento non ti lega, se tu usi parole a doppio senso rimanendo a te l'interpretazione». (30)
Citare quindi l'avversione di Planco al Probabilismo, come fa Giovenardi, può significare soltanto che nel medico riminese esisteva una precisa simpatia per le posizioni dei Giansenisti. Dice Giovenardi che Planco insegnò Teologia morale, nella sua scuola privata. (31) Ma Giovenardi non precisa il contenuto o le novità di tale insegnamento. Se cioè esso comportava anche atteggiamenti pascaliani.
L'abate Amaduzzi riconosce a Planco il merito di aver insegnato «l'etica filosofica con quella precisione, ed impegno che si suole osservare in quelli che parlano coll'interna persuasione». Basta ciò a dimostrare l'esistenza di affinità tra un Amaduzzi cosiddetto giansenista, ed il suo maestro Planco? Amaduzzi, nel descrivere l'attività del Bianchi, fa poi un'osservazione pungente: «Mancò di un certo criterio, per il che fu soggetto talvolta a qualche paralogismo», cioè a sillogismi falsi con apparenza di verità. Segue la constatazione che se la Filosofia è «la medicina delle malatìe dell'anima», «chi non ne profitta è sempre un Filosofo imperfetto». (32)
Al titolo di filosofo, invece, Planco tiene in modo particolare. D'altro canto, fino a tutto il Seicento, la Medicina ha fatto parte della scienze filosofiche. Solo da poco, è diventata una scienza naturale e sperimentale. (33) In questo continuo scambio di Medicina e Filosofia presente in Planco, c'è il perpetuarsi di una situazione antiquata, secondo superati schemi culturali e didattici.
Nell'autobiografia del 1751 (34), Planco ricorda che, dopo aver conseguito la laurea il 7 luglio 1719, egli insegnò nella sua scuola domestica «principalmente» la Filosofia. Nel '34 cominciò «insieme co' suoi scolari, ch'egli à avuti sempre in buon numero, a fare osservazioni filosofiche [cioè sperimentali, corsivo nel testo] sopra il flusso, e riflusso del mare»; poi scrisse il De conchis minus notis, un «libro... tutto ripieno di nuove scoperte, e di dottrine filosofiche pellegrine». Successivamente, a Siena ebbe «privatamente in casa... altri scolari in Filosofia», tra cui il futuro vescovo di Todi, Francesco Pasini (il maestro del Bertòla, di cui era anche parente); infine, mise «in casa sua [a Rimini]... in piedi l'antica accademia filosofica, ed erudita de' Lincei», nella quale si insegnarono tante discipline, ma non la Filosofia come classe a sé. (35) Nell'autobiografia latina, Planco ricorda di aver sostenuto «disputationem publicam de universa Philosophia», di aver insegnato «Scientias varias», e di aver trattato «de rebus Philosophicis, Anatomicis, Botanicis». (36)
In definitiva, per Planco la Filosofia è il collante delle Scienze, il legame di ogni ricerca, il fattore che unifica e garantisce nell'indagine sulla realtà. Non è una disciplina a sé stante, con le sue regole, con il suo sistema di conoscenza. In ciò, Planco è più scienziato che filosofo: la Filosofia per lui non è un metodo di lavoro, ma lo strumento con il quale giustificare la propria "verità" acquisita. Egli appare più come un vecchio umanista che un nuovo filosofo dell'età dei Lumi.
Nei Recapiti, elencando alcune sue «operette» relative al terremoto, alle aurore boreali, e ad osservazioni di Anatomia e Veterinaria, Planco precisa che esse «sono tutte corredate di pellegrine osservazioni, e di dottrine filosofiche». (37) Ancora nei Recapiti, Planco dice di sé che, ristabilitosi nel '44 a Rimini, «tornò ai soliti esercizj delle sue scuole insegnando a chi la Filosofia, a chi la Medicina, a chi la Geometria, e a chi la lingua Greca».
La parola Filosofia (sia qui come sostantivo, sia dove appare nella forma d'aggettivo), è sempre scritta in corsivo, a differenza delle altre materie. Quale significato intellettuale, può avere questa peculiarità stilistica? Forse la spiegazione sta proprio in quel considerare la Filosofia come qualcosa che lega ogni aspetto e atto della conoscenza. Di ciò abbiamo conferma, se riportiamo le opinioni e i ricordi di Planco appena citati, ai suoi interessi culturali e professionali.
Come medico, Bianchi si forma proprio nel momento in cui la scuola medico-filosofica galenica si sta affievolendo, e sta tramontando la dottrina dei quattro umori (bile nera, bile gialla, flegma e sangue). Quando Giovenardi cita la «Galenica barbarie», forse riferisce un parere ascoltato alla scuola di Planco. Planco sottolinea che a Bologna, a differenza dei comuni studiosi dell'arte medica, non aveva ascoltato soltanto «medici teorici e pratici», bensì aveva anche frequentato degli eruditi, come l'anatomico Valsalva e il filosofo empirico Beccari. (39)
Quella definizione di «filosofo empirico» significa parecchio, soprattutto se riferita al clima scientifico in cui l'osservazione del dato reale (tipica di ogni nuovo studio in quei tempi), subentra al pregiudizio degli aristotelici e all'enunciazione teorica di principi poi non verificati nell'esperienza.
Insomma, è il trionfo della scienza sperimentale, il trionfo di Galileo Galilei, anche se in Planco sembra mancare la consapevolezza della necessità di un'enunciazione metodologica precisa e salda, al riguardo.

## Jano Plancogalilejano a metà
Il nome di Galileo Galilei appare nell'elenco degli autori che Planco e i suoi dotti colleghi e amici di Bologna, leggono e discutono. Sull'applicazione del metodo sperimentale da parte di Planco, è fondamentale l'annotazione di Bertola: il nostro Bianchi fu «osservatore giudizioso della Natura, ma poco amico di quella massima legge: Niun esperimento dee farsi una sol volta». (40)
Planco, poi, scrive in una lettera a Muratori: «Io vorrei che i giovani, fino che sono in una certa età, non si divagassero tanto nella lettura di molti libri, ma vorrei che, avendo coltivato lo studio delle lingue erudite, cioè della greca, della latina e anche della nostra vulgare, stassero intenti a studiare unicamente per alcuni anni il bel libro della natura, i cui caratteri sono gli angoli, i triangoli, i quadrati, i circoli, le ellissi, i coni, i cubi, i cilindri e l'altre figure tutte, sì piane che solide. Con questo abecedario e con gli esperimenti e con le osservazioni prese dalla notomia, dalla buona chimica, dalla astronomia e da tutte l'altre arti utili al genere umano, si pongono certi fondamenti per le scienze tutte, senza de' quali è vano ogni nostro sapere...». (41)
Ma questo più che Planco, è proprio il Galileo del Saggiatore, là dove si legge che l'universo è il «grandissimo libro... scritto in lingua matematica, e i caratteri sono triangoli, cerchi e altre figure geometriche, senza i quali mezzi è impossibile a intendere umanamente parole; senza questi è un aggirarsi vanamente per un oscuro laberinto».
La differenza tra lo stile di Galileo così lucidamente sintetico, e quello enumerativo di Planco, non è soltanto letteraria. Dietro, c'è una diversità di mente e di metodo. Planco appare ancora retoricamente barocco, all'opposto della chiarezza concettuale della nuova Scienza.
Planco non 'ricopia' Galileo soltanto in questa lettera a Muratori, bensì anche quando rimprovera i colleghi di Siena, di insegnare un'«anatomia cartacea»: Galileo aveva parlato di una «astronomia cartacea».
Si può definire Planco un galilejano? Se la filosofia di Galileo «obbedisce alla sola autorità della ragione e contiene un solo canone per lo scienziato: il rispetto della coerenza del ragionamento e dei dati empirici» (42), Planco non è un seguace perfetto di Galileo, perché a quel «solo canone», Planco sostituisce una regola più complessa, che ci viene spiegata da lui stesso all'inizio delle Leggi dei rinnovati Lincei riminesi, dove si dice che per diventare filosofo, «...niente è migliore e più utile che diligentemente indagare su quanto, per un dato argomento, hanno espresso i dottissimi filosofi e gli uomini eruditissimi: tuttavia, ai loro pareri, e l'investigazione della stessa natura, e le proprie osservazioni, e il confronto su tutte le cose, e l'uso di discutere singolarmente su quella parte che sia più vera, aggiungano anche il giudizio» [nostro]. (43) Dunque: prima vengono i pareri dei «dottissimi filosofi», poi «l'investigazione della stessa natura». È la negazione del metodo della «sensata esperienza».
Lo stesso Planco applica la teoria enunciata nelle Leggi dei Lincei, quando discute dell'inoculazione a scopo preventivo del vaiolo, e si pronuncia contro, richiamandosi ad Ippocrate, alterando i dati statistici comunemente conosciuti allora, e definendo infine la stessa inoculazione un atto empio e barbaro, che non poteva essere accettato da un medico prudente e da un uomo pio. Più che la Scienza nuova, Planco segue i teologi che «a Parigi, e non solo a Parigi... condannarono» appunto come «empia l'inoculazione». (44)
Sull'insegnamento filosofico di Planco, la fonte più ricca resta Giovenardi, il quale ricorda che Planco era solito ripetere ai discepoli una sentenza di Mabilone: rende di più la lettura del ciceroniano De Officiis, che quella dei sommisti medievali. (46) Il nome di Mabilone dovette risuonare nelle aule planchiane. Jean Mabillon (il principale esponente della nuova filologia storiografica europea), è un personaggio importante e conosciuto, dalle nostre parti. Nel 1686 è stato a Parma, ospite di Benedetto Bacchini, il quale fu bibliotecario dell'Estense di Modena dal '97 al '99, e predecessore nonché maestro di L. A. Muratori (bibliotecario dal 1700 al 1750). Planco incontrò Bacchini a Padova. (47) Bacchini è un buon conoscitore di Gassendi e Pascal. Egli fu in corrispondenza con Francesco Daniele, storiografo regio dei Borbone e personaggio autorevole anche nel decennio francese. (48)
Muratori (1672-1750) all'inizio del Settecento, svolge un'azione propulsiva verso una nuova cultura. È stato uno dei principali corrispondenti di Planco.
A riprova dei suoi metodi filosofici, Planco nell'autobiografia latina ricorda che nel '34 cominciò a fare osservazioni sul mare, concluse nel giro di cinque anni. (49). Nei Recapiti (50), come abbiamo già visto, Planco spiega che quelle osservazioni erano «filosofiche». Da esse, doveva scaturire nel '39 il De conchis. (51)
La questione delle osservazioni marittime appassiona Planco: nel 1765, scrive contro la Memoria richiesta al padre gesuita Ruggiero Bòscovich dai Deputati del Porto, circa la sistemazione del canale riminese. (52) Bòscovich indica cinque modi per fare un porto, senza però sceglierne uno per quello di Rimini. Bianchi giudica il lavoro di Bòscovich scritto «in istile accademico, e non dogmatico, cioè in istile, come ora si dice, problematico». (53)
L'osservazione, al di là del puro valore polemico, ha anche un significato metodologico. Allo stile «accademico» di Bòscovich, Planco contrappone il proprio, che definisce magistrale. E alla problematicità di Bòscovich, Planco preferisce la sicurezza di chi propone «una sola dottrina certa, come fanno i Filosofi dogmatici». (54)
Il sapere dogmatico per Planco è il massimo della Scienza, è il vero filosofare. Scrive Masetti Zannini: «...scelta una strada, il Bianchi molto difficilmente si persuadeva a doverla cambiare e difendeva la propria posizione con ogni mezzo immischiandosi in vivaci se non addirittura feroci polemiche nelle quali non ebbe certo da guadagnare». (55)
Che cosa significa quell'aggettivo «accademico», attribuito a Bòscovich e al suo stile? Le accademie settecentesche sono occasione di incontro e confronto. I Lincei riminesi di Planco si rivelano invece una scuola chiusa, legata al maestro che la dirige, e le dà la propria personale impronta, con orgoglioso esclusivismo.
Per Planco la Filosofia deve essere dogmatica, dunque. Ma non è possibile conciliare questa Filosofia dogmatica con quel metodo sperimentale che costituisce la novità della Scienza da Galileo in poi.

## Jano Plancodoctor gloriosus
Quando scrive le pagine autobiografiche, sia le latine del 1742 sia i Recapiti del 1751 (56), Planco si spoglia, per dirla con Machiavelli, della sua «veste cotidiana, piena di fango e di loto», e indossa «panni reali e curiali». Si mette in posa, e usa uno stile solenne per testimoniare il proprio impegno culturale, seguendo una tendenza tipica delle analoghe opere di questo genere letterario che, nel corso del XVIII secolo, acquista una diffusione eccezionale.
A quali autori, Planco poteva ispirarsi? Di Muratori, doveva conoscere certamente la Lettera intorno al metodo seguito nei suoi studi. E forse non ignorava l'Autobiografia di Vico: un esemplare si trovava nella sua biblioteca privata. (57) Di certo, Planco soprattutto nel testo latino imita cadenze e ritmi classici, come rivela l'inizio convenzionale («parentes habuit honestos»), che si ritrova pure in Petrarca e Vico.
E se Vico si proclama «un fanciullo maestro di sé medesimo», Planco sottolinea che nello studio delle Lettere non ebbe maestro alcuno, ma fu completamente autodidatta. (58) Nel Discorso sul metodo, considerato oggi un modello di fondo per ogni autobiografia apparsa tra Seicento e Settecento, Cartesio aveva fatto una dichiarazione d'umiltà («...non ho mai presunto che il mio ingegno fosse in niente più perfetto di quello degli altri» [I, I]), che invano cercheremmo in Planco, tutto teso a sottolineare le qualità del proprio intelletto, così elevate da lasciar per strada due docenti (di Filosofia e Lettere latine), che gli furono occasionali compagni nello studio della lingua greca. (59)
Se la costante esagerazione dei propri meriti, e l'idealizzazione letteraria, oggi sono comprensibili; lo stesso non accadde ai tempi di Planco, quando quelle pagine suscitarono riprovazione per l'immodestia che le permea ad ogni passo. «Scrisse a sé stesso latinamente la vita profondendovi elogj a mani piene», annotò Bertola. (60)
Doctor gloriosus, il dottor vantone, potremmo dire di Planco, parafrasando Plauto. Aggiungeva Bertola che Planco, dopo aver fatto pubblicare quella vita, ebbe anche «il coraggio di dettarne l'apologia» in un'Epistola stampata nel '45, per difendersi da quanti avevano inteso stroncare più che l'opera in sé, il personaggio che vi emergeva. (61)
A chi l'accusava di essere stato in gioventù «pauper et abiectus», Planco nella Epistola chiedeva in che modo avesse potuto diventare all'improvviso tanto facoltoso da dedicarsi agli studi degni di un uomo ricco («libero homine dignis»), e da mantenersi a proprie spese all'università, laurearsi «splendide» e viaggiare di frequente. (62)
La verità sulla vita di Planco emerge non da questi scritti pubblici, ma dalle lettere private inviategli dai fratelli. (63)
Nel 1731, Filippo polemizza da Roma: «...voi dite d'aver contribuito molto più di me in servizio della Casa con aver pagato mille e Quattrocento scudi di debiti che aveva lassiati nostro Padre», alla sua morte nel 1701. È «una solennissima fandonia»: Planco in quel tempo non era «capace à far senza robba», perché studiava, mentre gli altri fratelli provvedevano a sanare il bilancio di famiglia «col capitale che lassio [recte: lasciò] nostro padre» [21.7.1731].
Frate Girolamo gli aveva scritto nel 1715: «...non mancate di fare le parti del nostro debito». Tirando le orecchie a Planco per la sua condotta, lo aveva invitato a mantenersi «sul savio», e ad abbandonare certe compagnie di «bufoni, che non sono boni ad altro che a coglionare il prossimo, e da quali non si puol imparare niente di serio» [?-?-1715]. Il «16 Genaro 1717», frate Girolamo (fatto diacono da circa un mese), era tornato alla carica. Giovanni aveva già 24 anni: «...è hora che elegiate stato; e quanto al mio parere non sarebbe meglio per voi che il porvi alla chierica». Ma da quell'orecchio, Planco non ci sentiva. (64)
In marzo, il frate ironizza: «Ho supposto fin ora che voi vi siate pigliato tempo per pensare alla vostra ellezione di stato, e perciò non abbiate potuto scrivermi» [26.3.1717]. In aprile, Girolamo, non avendolo visto comparire alla fiera, gli scrive: temo che stiate male «o pure che habbiate de grandi interessi matteschi a quali secondo il solito v'applichiate» [21.4.1717].
Quando Planco sceglie di avviarsi alla Facoltà di Medicina, Girolamo osserva: «Godo che siate arrivato in Bologna sano e salvo (...); non vorrei che questo fosse il tratto dell'asino, ciò è che principiaste con fervore e che poi vi» perdeste per strada, «in mille altre scienze». Figuriamoci se l'enciclopedico Planco voleva accettare questi consigli, farciti di annotazioni realistiche: «...vi ricordo l'honor vostro, le spese della casa, l'utile che perdereste (ciò non riuscendo), e la povertà nella quale con tempo potreste cadere» [12.11.1717]. A Fano, dove si trova in convento, Girolamo ha conosciuto l'«Eccellentissimo Dottor fisico Pini di Rimini, [il] quale si muore quasi per la fame» [senza data]. Della Medicina, Girolamo non ha molta fiducia. I medici li manda «a far dar l'asino tutti quanti» [s.d.], per averli sperimentati di persona: sofferente di «ipocondria e debbolezza», in quei giorni vedeva «vicina» la fine della propria esistenza [1.10.1717].
La lettera di Girolamo con gli auguri per la carriera universitaria [12.11.1717], termina con un'annotazione amara: «...state sicuro che quando avrò bisogno di qualche cosa da casa scriverò solamente a Francesco, e quando mi venisse voglia di scrivere a Filippo e Gioseppe non gli scriverò altro che esortazioni accio abbassino l'alterigia e facJano capitale di Fran[ces]co». Il passaggio della missiva rivela una complessa situazione familiare, della quale non si trovano tracce nelle biografie di Planco. Quel Francesco il cui nome spunta in questa lettera, è un personaggio (misterioso, ma non troppo, forse), che troviamo al centro di aspre dispute, in casa Bianchi.

## Jano Planco e gli affari di famiglia
Una data fondamentale in casa Bianchi è il 1701, quando muore il padre, Girolamo. Figlio di Simone e di Aurelia Tognacci, è nato nel 1657, e si è diplomato farmacista nell'83, a Roma, divenendo poi «Capo speziale» dell'Arcispedale di San Giovanni in Laterano, a cui nel testamento lascia dodici scudi.
Il 15 settembre 1687 si è messo in società con Giovanni Battista Concordia di Mondaino, «nella Spetiaria e Drogheria sotto l'insegna del Sole, posta nella piazza» di Rimini. (65)
Il 24 aprile 1690 ha sposato Candida Cattarina Maggioli, di circa 18 anni, figlia di Bartolomeo e di Lucia Gulinucci, entrambi di Borghi. Ha avuto sette figli: Pietro Antonio Maria (1691-93), Giovanni Paolo Simone (1693-1775), Pietro Antonio (divenuto Frate Girolamo dei Minimi, 1694-1731), Elisabetta (1695, morta di cinque giorni), Anna Maria (1697-98), Filippo Maria (1698-1743) e Giuseppe Carlo (1699-?). (66)
Girolamo, alla scomparsa del socio Concordia, nel 1696, compra per 1.421 scudi dai suoi eredi la loro quota di «spetiaria». Nel '98, il card. Francesco Maidalchini, Abbate della «Abbatia di S. Gaudentio di Rimini», gli rilascia un attestato in cui lo si definisce «Computista» della stessa abbazia. Girolamo muore nei primi mesi del 1701: è del 20 agosto un «Bilancio di tutto quello che si trova nella speciaria del Sole...», steso da Francesco Bontadini da Ravenna, che in atti successivi si qualifica «aromatarius» (profumiere) ed «agente del sig. Girolamo Bianchi». (67)
I più antichi documenti personali dei fratelli Bianchi, oggi consultabili, sono le lettere di frate Girolamo a Planco, del 1716, da Castelleone (Fano). In esse, non si parla più della madre, che risulta ancora viva in un atto notarile del 1711.
Nel '16, Giuseppe lascia lo studio, e «attende alla botega»: frate Girolamo suggerisce a Planco di farlo esercitare «in leggere e scrivere acciò già che sa poco legere con il tempo sappia niente». [11.4.1716]
In queste lettere del '16, appare per la prima volta il nome di quel Francesco incontrato nella missiva inviata a Planco da frate Girolamo con gli auguri e gli ammonimenti per gli studi universitari [12.11.1717]: «...quando avrò bisogno di qualche cosa da casa scriverò solamente a Francesco».
Lì, il frate lascia intendere come la famiglia sia divisa in due partiti, a proposito della gestione della bottega: lui parteggia per Francesco, che invece è osteggiato da Filippo e Giuseppe. Da una lettera successiva di Filippo, si ricava che la discussione verteva sulla pretesa di Francesco d'«entrare in parte del negozio» [8.10.1718].
Planco sembra fungere da paciere: «Vedete di mitigare Filippo e fare che egli e Giuseppe se la passino d'accordo con Fran[ces]co». (68) Ma in realtà, come lo accusa Filippo, Planco sostiene Francesco. Costui ha esperienza d'affari, mentre Filippo e Giuseppe sono ancora troppo giovani per cavarsela da soli: in quel 1717, hanno soltanto diciannove e diciotto anni. Nel '18, riferisce Filippo, frate Girolamo li rimprovera: «...comincio [recte: cominciò] a...dire cambiamo in testa di voler far gl'omini, e reger noi...». Filippo risponde al frate: «...certo che lo dobiamo avere che, e roba nostra, e non siamo più ragazi dessere menato a naso da più nessuno» [8.10.1718].
Chi sia questo Francesco, nessuno ce lo spiega. Forse lo si può identificare con il citato Francesco Bontadini da Ravenna, «agente del sig. Girolamo Bianchi».
Dall'incrociarsi della corrispondenza tra Planco e i suoi fratelli, apprendiamo che Francesco, nell'autunno 1718, decide di sposarsi con Giovannina Buferla, senza dir nulla ai Bianchi, nella cui casa egli vive assieme alla propria madre. (69)
Francesco sembra citato anche nel testamento di Girolamo Bianchi, esibito da Francesco e da frate Girolamo a Filippo e a Giuseppe, in un incontro finito in rissa, con una «ciasata» da «farsi sentire per tutta la piazza o per dir meglio da tutta la Città»: «...non sei padrone» ha urlato Francesco a Filippo, che non è riuscito a trattenere «la colera» nel rispondergli [8.2.1719].
Francesco è sollecitato «dal'inquetudine di sua madre... a far negozio da sé», scrive Filippo a Planco, rassicurandolo: «...fra tanto io mi vado impraticando del negozio, e penso quando noi saremo in stato lo faremo da noi, che sessanta scudi saranno buoni per voi acio potiate proseguire i vostri studi senza discapito di Casa nostra» [31.1.1719]. (70)
Filippo accusa Planco: «...quando vi bisogna qualca cosa non fate mai capo da noi contuttocio vi mantenete in Bologna col dispendio comune per vostro vantaggio, e pure non vi sia negato nulla, e vero che sete magiore ma abbiamo quel tanto, che gli avete voi e non voleste che fosimo padrone dun mezo baioco mi pare che sia un'indiscretezza la vostra» [8.2.1719].
Nel 1720, frate Girolamo apprende che Francesco «non stava più in nostra botega», senza saperne la causa. Il frate esorta Planco a far «animo a Filippo acciò diventi premuroso nelli interessi di bottega»; e lo sollecita ad insegnargli «con pazienza a far conti e scrivere» [17.12.1720].
«Filippo, per quanto intendo non si avanza altro che in buffoneria, e poco o niente attende agli interessi di casa; che piuttosto procura di scialare quanto può», annota amareggiato frate Girolamo, quasi per dire a Planco (in quei giorni a Crema): avevo ragione io a voler affidare a Francesco la gestione della nostra bottega [26.1.1723].
L'unica preoccupazione di Filippo, secondo il frate, è quella di «pigliarsi li suoi divertimenti», mentre il solo Giuseppe cura il negozio [9.2.1723]. Nel '24, Filippo lascia l'impresa di famiglia, andando a lavorare come orafo e ottico. Nel '28, titolare unico della «spetiaria» figura Giuseppe. Nel '29, Filippo pensa di aprire una propria bottega a Santarcangelo, senza però sciogliere la società familiare. (71) Due anni dopo è a Roma (72), dove viene assunto, su raccomandazione di mons. Leprotti, dall'orefice Angelo Spinaci, «uno dei migliori argentieri» della città, con una clientela ricca e nobile. Ma Filippo arriva quando Spinaci cade in disgrazia presso l'aristocrazia capitolina, per colpa di un certo marchese che ha screditato la bottega con una scenata per strada. Filippo ha poca paga e niente lavoro: «...siamo cinque lavoranti che ci stiamo a guardar» [11.7.1731].
Planco ha altri pensieri per la testa: si è innamorato. Filippo gli raccomanda di fare attenzione: «...guardate d'imbarcarvi bene è di spendere bene i vostri danari, acioche non vabiate poi à pentire come sucede alla magior parte degli amogliati» [7.7.1731]. Quanto ai propri (scarsi) danari, Filippo accusa Planco: «(...) a voi non si è negato cossa alcuna, ma ben sì negate tutto a me», e rivanga il passato: «...se voi non aveste protegiuto tanto quel nostro dil[ettissi]mo Sig.e Francesco Ladro Baccho Sommo che nel temppo che voi eravate in Bologna li vene volonta di prender moglie e io vi scrissi che sarebbe stato bene il mandarlo via dalla bottega (...) e Giuseppe io eramo dacordi di caciarlo al diavollo come ben si merittava per le tante suue belle azioni fataci dacordo assieme con voi e il Frate nostro Fratello» [21.7.1731].

## Jano Planco e frate Girolamo
Per aprire la propria bottega, Francesco ha preso, da quella dei Bianchi, «la robba la più bela e la migliore», scrive Filippo da Roma a Planco, amaramente ricordando di non esser stato «patrone di dire una meza parola» nei momenti cruciali, in cui si è deciso il futuro della vita economica sua e di Giuseppe [21.7.1731]. Ora che si trova in cattive acque, Filippo incolpa quella coalizione tra frate Girolamo e Planco, che ha sostenuto gli interessi di Francesco.
Non sappiamo quanto tempo sia durato il soggiorno romano di Filippo, il quale nel '41 risulta ritornato in Romagna. Si è sposato con Lucrezia, ed ha un figlio, Girolamo, futuro medico e collaboratore di Planco. Vive poveramente in una proprietà agricola della moglie, a San Martino in Converseto (Comune di Borghi). Lì scompare il 3 aprile 1743, in seguito a grave malattia, dopo aver avuto un altro figlio, Giacomo, morto il mese precedente, all'età di un anno.
Ai funerali di Filippo, non ci sono i suoi fratelli. Planco è a Siena, dove insegna Anatomia umana in quell'Università. Giuseppe invece deve badare alle «canaglie» spagnole che gli hanno occupato la casa. Sono i giorni della guerra di successione austriaca. (73)
Il piccolo Girolamo viene ospitato da Giuseppe, nominato nel testamento di Filippo tutore del bambino. Lucrezia, la vedova, è in miseria, ma senza grossi debiti, pagati da Filippo poco prima di morire, vendendo «la robba e casa che aveva a Bagniolo di Borghi» (74).
Lucrezia scrive a Planco, rinfacciandogli che si «fosse disgustato con il fratello». Per fortuna, aggiungeva, al piccolo Girolamo Planco ha perdonato il fatto di essere figlio di un fratello non amato, e lo ha messo in mano dei «Signori Cognati». (75) La sua situazione economica è aggravata dalla «dimoranza di queste truppe che hanno messo il vivere in un prezzo non giusto; siché la mia fiducia e speranza sta riposta nel buon animo di V. S. Ill.ma», confida a Planco [14.9.1743].
I «Signori Cognati» mandano subito Girolamo a scuola da una maestra che abita «sul campo delli Teatini», relaziona Giuseppe a Planco [1.6.1743]. Al nipotino, Planco invia in regalo «un zecchino» [11.6.1743]. Girolamo il 20 maggio 1760 si laurea a Cesena in Sacra Filosofia e Medicina. (76)
Divenuto aiuto di Planco, quando avrà un figlio, nel 1796, lo chiamerà in suo onore Giovanni. Abiterà nella casa dell'illustre zio, in «Strada Vescovado, vicino al Tempio MalatestJano». (77)
Al nome di Filippo, è legato un episodio del 1719: «un certo Frataccio» (scrisse padre Girolamo), aveva cercato di presentare a casa Bianchi la figlia del notaio Ricci, «una bella giovine», su mandato della madre di costei, parlando in particolare appunto con Filippo. Il frate temette «difficultà, rotture, inimicizie e miserie che possono succedere si a Filippo come anche alla giovine», e che si riprometteva di rappresentare al notaio Ricci, nel caso in cui «il negozio potesse andare avanti» per l'interesse del mezzano, a cui la madre della ragazza aveva «promesso qualche cosa» [1.2.1719].
Frate Girolamo si era attribuito il ruolo di pater familias: "giudica e manda", pretendendo di guidare in tutto i fratelli. Nel '23, suggerisce a Planco di arruolarsi presso «il gran Turco» che «sta faccendo de preparativi di guerra» [17.4.1723]. Come a dire: dato che qui non combini nulla, vai alle armi. Planco invece viaggia per l'Italia, in cerca non soltanto di amici e scoperte culturali, ma pure della salute. Gli studi continui e i tanti esami anatomici compiuti, lo hanno fiaccato. (78)
Riposatosi, Planco riprende le consuete ricerche in tutti i campi dello scibile. E scrive pure novelle, imitando quel Boccaccio il cui capolavoro frate Girolamo gli aveva chiesto nel '21, per leggere in convento le «maggiori novelle sopra li Frati», onde far imparare ai suoi «sudditi... a fare furbarie simili» [12.12.1721]. È lo stesso Girolamo ad inviare a Planco suggerimenti narrativi licenziosi, in puro stile decameroniano, presi dalla cronaca di fatti correnti in Pesaro, dove si trovava [vedi Appendice].
Al contrario di Giovanni, frate Girolamo da giovane non ha amato troppo i libri. Quando nel '16 muore un amico di casa, il padre Massani, scrive a Planco: «Se la causa della sua morte è stata la soverchia applicazione allo studio, non pensate già che questa debba essere la causa della mia ancora perché già ho abbandonato affatto ogni studio, perché già noto che lo studio non serve a niente alla religione» [12.12.1716]. Due anni dopo, avvisa: «...solo per mio divertimento vado leggendo qualche libro di Theologia per non scordarmi affatto delle coglionerie studiate in scola...» [15.3.1718]. E pensare che Planco lo elogerà, questo fratello, ricordando che nel '21, nel convento di Rimini aveva dato lustro all'Ordine dei Minimi. (79)
Nel chiostro, Girolamo si sente lontano dalla vita: «Qualche volta mandatemi li avvisi [i giornali] acciò mi divertisca qualche poco e per sapere qualche novità del mondo» [8.3.1721]. Erano giorni di cattivo tempo, quelli: da Misano non si reca a predicare a Scacciano, «stante le pessime strade»: «non voglio perdere la sanità e le scarpe per dire quatro ciarle a quei Villani».
Divenuto «abate» (l'ordinazione sacerdotale è del 18 dicembre 1717), deve «stare in gravità, e non dare in coglionerie», anche se non può «far tanto per reprimersi, perché quod natura dat», nessuno riesce a mutare [4.11.1719]. La vita conventuale lo amareggia: «...mi trovo molto angustiato per le maligne simulazioni che girano tra frati, [i] quali si mostrano sempre più in apparenza cordiali, quanto più sono in realtà maligni. Dico di questi di Pesaro...» [17.6.1722].
Non tollera però analoghe critiche da parte di Planco: «...Ma oh quanto siete presuntuoso (...), d'animo codardo e vile! Tuta la vostra arditezza non consiste in altro che in ciarlare e tagliare, come suol dirsi, li panni di dosso agli altri, e particolarmente a noi poveri Frati...» [8.9.1722]. La lettera vibra della passione di un'invettiva contro quei «Secolaracci», seguaci del Mondo, e maestri «dell'instabilità e dell'inganno». Di queste parole forse si sarà ricordato Planco nel '69 quando, divenuto medico del Papa, è «posto in grado di prelatura» (80), ed ha diritto al titolo di Monsignore. I tempi «matteschi», di cui aveva parlato frate Girolamo, erano ormai lontani. Ma il fantasma della follia vaga per casa Bianchi: Giuseppe impazzisce nel '72. La malinconia lo perseguita da una vita. Nel '16, Girolamo aveva scritto a Planco: fatelo «stare allegro perché temo ha dinanzi tragico» [14.11.1716].
Nessun documento abbiamo trovato sulla fine di Giuseppe. Quella di Girolamo invece è descritta in una serie di lettere del frate stesso a Planco: afflitto da tosse, catarro abbondante e ristrettezza di petto [8.3.1730], non si fida ancora dei medici: «...io non sono così facile a dar fede a certi uni che milantano con i loro segreti di far resuscitare i morti, per far morire i vivi» [2.12.1730]. Nel frattempo [30.12.1730], invoca da Planco un aiuto a diventar padre provinciale (era superiore), muovendosi con un anno e nove mesi di anticipo sulla data prevista.
Nella primavera successiva, le sue condizioni peggiorano: «...per l'inappetenza mi sono tanto indebolito che non poteva più reggermi in piedi» [3.4.1731]. Dopo una nuova cura, una purga quotidiana, migliora un poco. Dal suo letto, segue lo svolgimento della lite "scientifica" di Planco con un medico pesarese, G. B. Mazzacurati, e ne fa un'accurata relazione al fratello, consigliandogli di non farsi vedere da quelle parti. Chiede a Planco di comperargli le opere di San Girolamo: «non già perché io abbia intenzione di voler ritornare alla applicazione, ma solo affinché se mai morissi (giacche sto malsano) li Frati non mi trovino tanto danaro da farli ridere...».
L'ultima lettera è del 10 luglio 1731: «Perché non ho forza di scrivere faro solam[en]te due righe per far vedere che sono ancor vivo; dicendovi che io sto con gran ansietà aspettandovi, affinché mi diate qualche solievo, che fin ora da veruno non ho avuto...». E manda a dire «alli Padri Sapientoni» del convento di «Rimino»: «...io ancora non sono moribondo come essi vorrebono». In quel convento egli ha sofferto «tante inquetudini» che considera «il principio e aggravamento della... malatia, che ora vorrebbero terminata ben presto con la morte».
Scomparve pochi giorni dopo, il 12 agosto 1731, «d'Anni di Religione de minimi 22... d'età sua Anni 36 mesi 9 giorni 12». Fu sepolto nella chiesa di San Francesco da Paola, a Pesaro, «essendo il terzo anno che fu Corettore di detto Convento». (81)

## Opere
- (LA) De conchis minus notis liber, Venezia, Giovanni Battista Pasquali, 1739.